# Trichocolletes serotinus
Trichocolletes serotinus  is een vliesvleugelig insect uit de familie Colletidae. 
De soort komt alleen voor in het zuidoosten van Australië, inclusief Tasmanië.